# Boccioleto
Boccioleto (piemontiul: Biciolèit vagy Buciolèit) település Olaszországban, Vercelli megyében. Lakosainak száma 165 fő (2023. január 1.). Boccioleto Balmuccia, Campertogno, Mollia, Alto Sermenza, Rossa, Scopa és Scopello községekkel határos.

## Népesség
A település népességének változása:
| Lakosok száma | 212  | 190  | 189  | 165  |
|               | 2013 | 2017 | 2018 | 2023 |